# Bo Sundström
Bo Sigvard Sundström, född 16 oktober 1961 i Piteå, är en svensk sångare, gitarrist och låtskrivare. Han är mest känd som medlem i Bo Kaspers Orkester; i detta sammanhang använder han artistnamnet Bo Kasper. Under eget namn har han givit ut fyra album: Skåne (2004), Den lyckliges väg (2007) tillsammans med Frida Öhrn, Mitt dumma jag – svensk jazz (2018) samt "Det kanske händer" (2021)
Tillsammans med Erik Westin gav han 1989 ut singlarna "Längtans arméer" och "Stockholms stad" under gruppnamnet Söner.

## Privatliv
Bo Sundström är kusin till tidigare statsrådet Anders Sundström. Han har varit gift med journalisten Lena Sundström och är bosatt i Stockholm.

## TV-framträdanden
Bo och Lena Sundström deltog tillsammans i tv-serien På spåret 2009–10, där de kom på femte plats. Han har även själv gästat Babben & Co och Sommarkrysset. Bo Sundström medverkade i 2013 års upplaga av TV4:s Så mycket bättre. 2024 var han gäst hos Niklas Strömstedt i Tack för musiken!.

## Diskografi

### Som soloartist

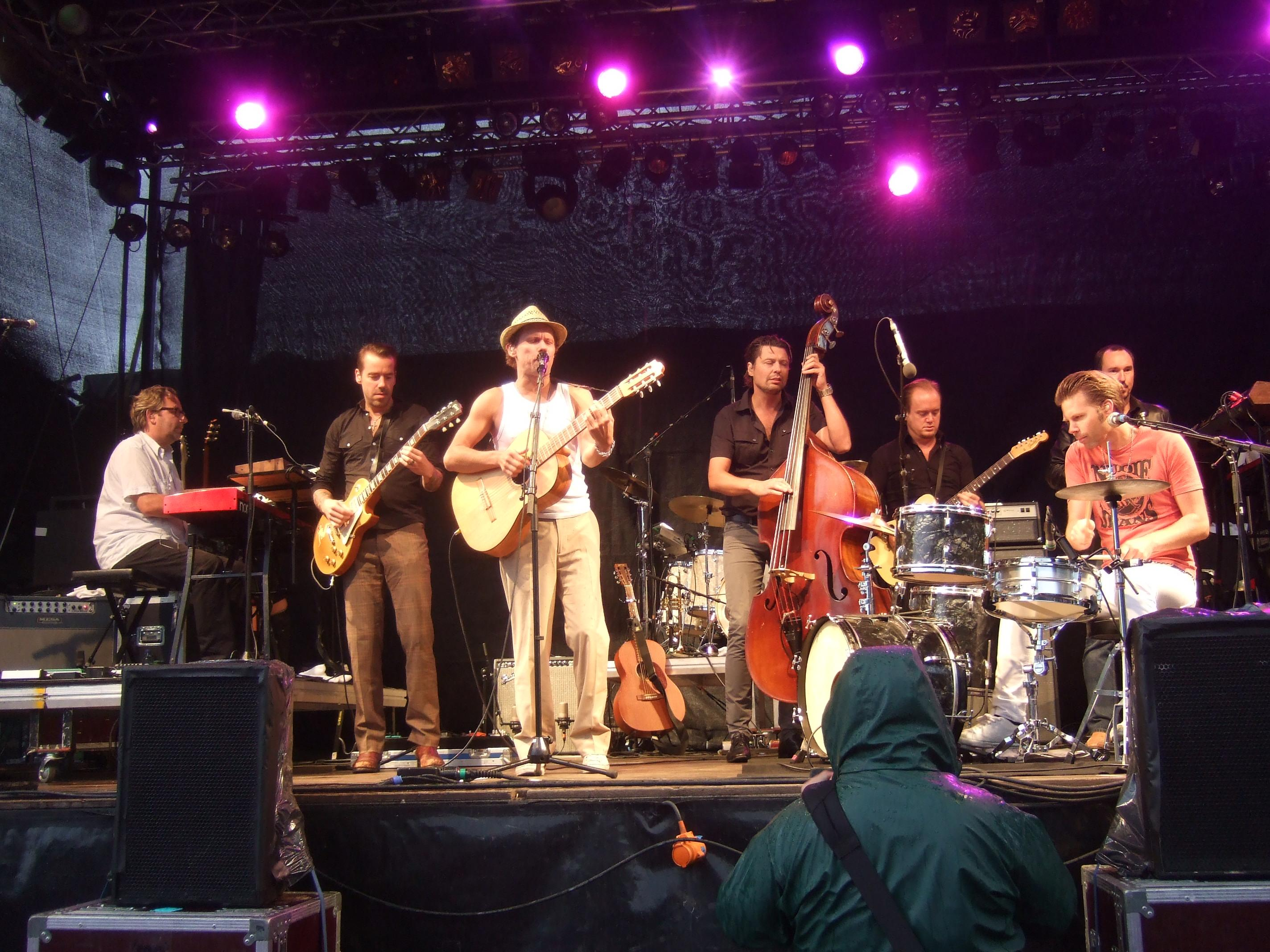
Bo Kaspers Orkester med Bo i hatt i mitten.

- 2004 – Skåne
- 2007 – Den lyckliges väg (med Frida Öhrn)
- 2014 – Drömlänges (med Frida Andersson)
- 2018 – Mitt dumma jag - svensk jazz
- 2021 – Det kanske händer[5]

### Med Bo Kaspers Orkester
- 1993 – Söndag i sängen
- 1994 – På hotell
- 1996 – Amerika
- 1998 – I centrum
- 2001 – Kaos
- 2003 – Vilka tror vi att vi är
- 2006 – Hund
- 2008 – 8
- 2010 – New Orleans
- 2012 – Du borde tycka om mig
- 2015 – Redo att gå sönder
- 2020 – 23:55
- 2021 – I denna mörka vintertid
- 2023 – Landet vi ärvde